# 完顏定奴
完颜定奴（12世纪—1219年），女真族，姓完颜。金朝将领，金宣宗时参知政事。完颜纲的弟弟。绰号“三脆羹”。
完颜定奴与哥哥完颜纲全都知名。初任护卫、平凉府（今甘肃平凉）判官，官至同知真定府（今河北正定县）。泰和六年（1206年），从平章政事仆散揆攻宋，加平南虎威将军。罢兵后，转任河南东路副统军，三迁至武胜军节度使，入为右副点检。大安二年（1210年）升为元帅右都监。蒙古军攻西京（今山西大同市），奉令前往救援，改任震武军节度使。元帅奥屯襄救西京，全军被歼于墨谷口，完颜定奴因为失期不至及不奏军败实情降职为河州防御使。金宣宗即位，除知归德府。担任签枢密院事，行院于归德府。贞祐二年（1214年），改任知河南府，兼河南副统军使。改为殿前都点检、兼侍卫军都指挥使，在徐州行枢密院。入朝官至刑部尚书、参知政事。兴定三年（1219年）卒。